# Gesetz über die Tätigkeit europäischer Rechtsanwälte in Deutschland
Das Gesetz über die Tätigkeit europäischer Rechtsanwälte in Deutschland (EuRAG) wurde als Artikel 1 des Gesetzes zur Umsetzung von Richtlinien der Europäischen Gemeinschaft auf dem Gebiet des Berufsrechts der Rechtsanwälte vom 9. März 2000 (BGBl. I S. 182) erlassen und ist am 14. März 2000 in Kraft getreten.
Es diente der Umsetzung der
- Richtlinie 98/5/EG („Anwalts-Niederlassungsrichtlinie“)[1]
- Richtlinie 89/48/EWG[2][3] und der
- Richtlinie 77/249/EWG („Anwalts-Dienstleistungsrichtlinie“).[4]

Das EuRAG regelt ergänzend zur Bundesrechtsanwaltsordnung (BRAO) für europäische Rechtsanwälte die Berufsausübung und die Zulassung zur Rechtsanwaltschaft in Deutschland. Mit dem EuRAG sind das Rechtsanwaltsdienstleistungsgesetz und das Gesetz über die Eignungsprüfung für die Zulassung zur Rechtsanwaltschaft außer Kraft getreten.

## Tätigkeitsvoraussetzungen

### Niedergelassener europäischer Rechtsanwalt
Natürliche Personen, die berechtigt sind, in Mitgliedstaaten der Europäischen Union, anderen Vertragsstaaten des Abkommens über den Europäischen Wirtschaftsraum und der Schweiz als Rechtsanwalt selbständig tätig zu sein, können auf Antrag in die für den Ort ihrer Niederlassung zuständige Rechtsanwaltskammer aufgenommen werden. Sie sind dann berechtigt, in Deutschland unter der Berufsbezeichnung des Herkunftsstaates die Tätigkeit eines Rechtsanwalts auszuüben (niedergelassener europäischer Rechtsanwalt). Die niedergelassenen europäischen Rechtsanwälte sind ab Eintragung postulationsfähig und dürfen vor allen Gerichten, mit Ausnahme des Bundesgerichtshof in Zivilsachen, Mandanten vertreten. Im Gegensatz zu vielen anderen Ländern in der EU (bsp. Österreich gemäß § 14 S. 1 EiRAG; Portugual Lei n.º 145/2015 Art. 205 Abs. 2) müssen niedergelassene europäische Rechtsanwälte in Deutschland keinen Einvernehmensanwalt beiziehen.
Die Zulassung setzt eine mindestens dreijährige effektive und regelmäßige Tätigkeit als niedergelassener europäischer Rechtsanwalt in Deutschland auf dem Gebiet des deutschen Rechts einschließlich des Gemeinschaftsrechts voraus (§ 11 EuRAG). Der Antragsteller muss der Rechtsanwaltskammer die Anzahl und die Art der von ihm im deutschen Recht bearbeiteten Rechtssachen sowie die Dauer seiner Tätigkeit durch Vorlage einer Fallliste nachweisen. Antragsteller, die sich im deutschen Recht für kürzere Zeit als mindestens drei Jahre betätigt haben, müssen zusätzlich in einem Gespräch ihre berufliche Praxis und sonstigen Erfahrungen im deutschen Recht nachweisen (§ 13, § 14, § 15 EuRAG).

### Feststellung einer gleichwertigen Berufsqualifikation
Alternativ kann ein Antragsteller, der bereits im Herkunftsland den Beruf des europäischen Rechtsanwalts mindestens drei Jahre ausgeübt hat, zum Zweck der Zulassung zur Rechtsanwaltschaft in Deutschland ohne Eingliederung nach §§ 11 ff. EuRAG die Feststellung einer gleichwertigen Berufsqualifikation gem. §§ 16 ff. EuRAG beantragen. Er muss dann bei einem für die zweite juristische Staatsprüfung zuständigen Prüfungsamt eine schriftliche und mündliche Eignungsprüfung in deutscher Sprache ablegen, die die beruflichen Kenntnisse und Kompetenzen des Antragstellers betrifft und mit der seine Fähigkeit, den Beruf eines Rechtsanwalts in Deutschland auszuüben, beurteilt werden soll.

### Dienstleistender europäischer Rechtsanwalt
Ein europäischer Rechtsanwalt darf die Tätigkeiten eines Rechtsanwalts in Deutschland unter bestimmten Voraussetzungen auch ohne Zulassung durch eine Rechtsanwaltskammer vorübergehend und gelegentlich ausüben (dienstleistender europäischer Rechtsanwalt, § 25 EuRAG). Er hat im Zusammenhang mit der Vertretung oder Verteidigung eines Mandanten zwar grundsätzlich dieselben Rechte und Pflichten wie ein deutscher Rechtsanwalt, er darf jedoch in Verfahren mit Vertretungszwang nur im Einvernehmen mit einem deutschen Rechtsanwalt (Einvernehmensanwalt) handeln (§ 28 EuRAG).

## Bewertung
Für die anwaltliche Tätigkeit wurde innerhalb der Europäischen Union ein Grad von grenzüberschreitender Freizügigkeit erreicht, der in anderen Teilen der Welt selbst im Rahmen bundesstaatlicher Strukturen (noch) nicht vorstellbar ist. In den USA besteht zwischen vielen Bundesstaaten keine Freizügigkeit der Rechtsanwälte, noch nicht einmal bei gelegentlicher Dienstleistung.

## Rechtsanwälte aus dem nichteuropäischen Ausland
Angehörige eines Mitgliedstaates der Welthandelsorganisation sind berechtigt, sich unter der Berufsbezeichnung ihres Herkunftsstaates zur Rechtsbesorgung auf den Gebieten des Rechts des Herkunftsstaates und des Völkerrechts in Deutschland niederzulassen, wenn sie einen Beruf ausüben, der in der Ausbildung und den Befugnissen dem Beruf des Rechtsanwalts nach deutschem Recht entspricht (§ 206 BRAO). Die Durchführungsverordnung des Bundesministeriums der Justiz führt die Berufsangehörigen der betreffenden Staaten und Gebiete auf.